# Хлорид иридия(IV)
Хлорид иридия(IV) — неорганическое соединение, соль металла иридия и соляной кислоты с формулой IrCl4, коричневые кристаллы, хорошо растворяется в холодной воде, подвергается гидролизу в горячей.

## Получение
- Реакция хлорида иридия(III) с хлором под давлением:

{\displaystyle {\mathsf {2IrCl_{3}+Cl_{2}\ {\xrightarrow {400^{o}C,p}}\ 2IrCl_{4}}}}
- Разложение гексахлороиридата(IV) водорода при нагревании:

{\displaystyle {\mathsf {H_{2}[IrCl_{6}]\cdot 6H_{2}O\ {\xrightarrow {200-300^{o}C}}\ 2IrCl_{4}+2HCl+6H_{2}O}}}

## Физические свойства
Хлорид иридия(IV) образует коричневые кристаллы.
Хорошо растворяется в холодной воде с акватацией катиона [Ir(H2O)3Cl3]+.
В горячей воде подвергается гидролизу.

## Химические свойства
- Разлагается при нагревании:

{\displaystyle {\mathsf {IrCl_{4}\ {\xrightarrow {700^{o}C}}\ Ir+2Cl_{2}}}}
- Гидролизуется горячей водой:

{\displaystyle {\mathsf {IrCl_{4}+2H_{2}O\ {\xrightarrow {100^{o}C}}\ IrO_{2}+4HCl}}}
- С концентрированной соляной кислотой или хлоридами щелочных металлом образует гексахлороиридаты(IV):

{\displaystyle {\mathsf {IrCl_{4}+2HCl\ {\xrightarrow {}}\ H_{2}[IrCl_{6}]}}}
{\displaystyle {\mathsf {IrCl_{4}+2NaCl\ {\xrightarrow {}}\ Na_{2}[IrCl_{6}]}}}
- Реагирует с разбавленными щелочами:

{\displaystyle {\mathsf {IrCl_{4}+4NaOH\ {\xrightarrow {}}\ IrO_{2}\downarrow +4NaCl+2H_{2}O}}}
- Восстанавливается водородом:

{\displaystyle {\mathsf {IrCl_{4}+2H_{2}\ {\xrightarrow {350-450^{o}C}}\ Ir+4HCl}}}